# 孔令龙
孔令龙（1989年1月14日—），是一名中国足球运动员，司职后卫。

## 俱乐部生涯
孔令龙出道于武汉光谷。2008年武汉队退出中超后，孔令龙加入新成立的湖北绿茵俱乐部征战2009年中乙联赛并取得亚军冲甲成功。在为湖北绿茵效力两个赛季后，孔令龙转投乙级球队湖北康天。2012年开始孔令龙加入业余球队武汉宏兴征战业余联赛，并多次入选中国足协杯出场名单。